# چومپه (خونین)
چومپه (به اسپانیایی: Chumpe) یک کوه در پرو است که در منطقه خونین واقع شده‌است. چومپه ۵٬۲۰۰ متر بالاتر از سطح دریا واقع شده‌است.